# شمس الدين بن الصائغ
ابن الصائغ شمس الدين محمد بن عبد الرحمن بن علي الزمرذي، شمس الدين الحنفي (708 - 776 هـ / 1308 - 1375 م)، مفسر، أديب، نحوي، لغوي، حنفي، من أهل مصر. ولي قضاء العسكر وإفتاء دار العدل ودرّس بالجامع الطولوني.، قال عنه ابن حجر: «وكان فاضلا بارعا، حسن النظم والنثر، كثير الاستحضار، قوي البادرة، دمث الأخلاق»

## مؤلفاته
من مؤلفاته: «التعليقة في المسائل الدقيقة» و«مجمع الفرائد ومنبع الفوائد» و«شرح المشارق» في الحديث، و«شرح ألفية ابن مالك»، في غاية الحسن والجمع والاختصار، «الغمز على الكنز»، «التذكرة» عدة مجلدات في النحو، «المباني في المعاني»، و«الثمر الجني في الأدب السني»، «المنهج القويم» في القرآن العظيم، «نتائج الأفكار»، «الرقم على البردة»، «الوضع الباهر في رفع أفعل الظاهر»، «اختراع الفهوم لاجتماع العلوم»، «روض الأفهام في أقسام الاستفهام».

## شيوخه
قرأ القراءات بالإفراد والجمع للسبعة والعشرة على الشيخ تقي الدين محمد بن أحمد الصائغ، ومن قبل كان يقرؤها على الشيخ محمد المصري، ثم العربية على الشيخ أبي حيان، وتعلم المعاني والبيان عن الشيخ علاء الدين القونوي والقاضي جلال الدين القزويني، وأخذ الفقه عن القاضي برهان الدين إبراهيم بن عبد الحق، ورحل إلى دمشق في سنة 728 هـ فسمع من الحجار والمزي والبرزالي، وسمع الحديث من الدبوسي، وأبي الفتح اليعمري وابن الشحنة، وأخذ عن الشهاب المرحل والفخر الزيلعي وبني التركماني.